# Shawn Mendes: The Tour
El Shawn Mendes: The Tour fue la cuarta gira mundial de conciertos del cantante canadiense Shawn Mendes, la cual promocionó su más reciente trabajo discográfico Shawn Mendes. La gira recorrió Europa, Norteamérica, Asia, Oceanía y Latinoamérica en 106 fechas, comenzando en Ámsterdam el 7 de marzo de 2019 y finalizando el 21 de diciembre de 2019 en la Ciudad de México.

## Antecedentes
Después del anuncio de su tercer álbum de estudio Shawn Mendes, el cantante anunció que realizaría su cuarta gira musical. Las primeras fechas en ser anunciadas fueron las de Europa y Norteamérica el 8 de mayo de 2018, posteriormente, por la alta demanda, se añaden fechas extras en Ámsterdam, Dublin y Londres. El 17 de julio de 2018 son anunciadas las fechas de Oceanía, luego se añadirían fechas extras en Sídney y Melbourne por la alta demanda. El 3 de diciembre de 2019, Mendes anuncia su primer concierto en un estadio, que se llevaría a cabo en Toronto, su ciudad natal, la cual en minutos se agotaría. El 16 de enero de 2019, se anuncian las fechas en Latinoamérica y por la alta demanda se añade segunda fecha en Sao Paulo, Buenos Aires, Santiago y Ciudad de México. El 21 de febrero de 2019, Mendes anuncia que la telonera de todos sus shows en Europa y algunos de Norteamérica, sería Alessia Cara, también se añaden 16 shows en Norteamérica en Edmonton, Saskatoon, Winnipeg, Milwaukee, Ottawa, Colombus, Philadelphia, dos en Uncasville y segundos conciertos en Los Ángeles, Chicago, Oakland, Newark, Boston, Montreal y Brooklyn. El 28 de marzo de 2019 se anuncia que Dan + Shay serían los actos de apertura de los conciertos en Australia y la participación de Ruel como telonero en los conciertos de Nueva Zelanda. Las fechas en Asia se anuncian el 22 de abril de 2019. El 28 de mayo de 2019 se anuncia que Alessia Cara será la telonera de los conciertos de Canadá, por ello, en  todos los shows de Norteamérica. El 5 de junio de 2019 Mendes anuncia su siguiente parada en Asia, específicamente en Shanghái el 25 de septiembre de 2019.

## Repertorio
| Europa (07/03/2019) |
| --- |
| Intro 1. «Lost in Japan» 2. «There's Nothing Holdin' Me Back» 3. «Nervous» 4. «Stitches» 5. «I Know What You Did Last Summer» / «Mutual» 6. «Bad Reputation» 7. «Never Be Alone» Interludio 1. «Life Of The Party» 2. «When You’re Ready» 3. «Like To Be You» 4. «Ruin» Interludio 1. «Treat You Better» 2. «Particular Taste» 3. «Where Were You in the Morning?» 4. «Fallin' All in You» 5. «Youth» 6. «Why» 7. «Mercy» Encore 1. «Fix You» (Coldplay Cover) 2. «In My Blood» Notas - Desde el concierto en Barcelona, el 26 de marzo, se añadió "A Little Too Much" y "Because I Had You" al repertorio oficial, en un medley con "When You’re Ready". - En el tercer concierto de Londres, el 19 de abril, Mendes no interpretó "Ruin" y "Mercy", canciones que requieren más de su voz, debido a problemas vocales. |

| Norteamérica (12/06/2019) |
| --- |
| Intro 1. «Lost in Japan» 2. «There's Nothing Holdin' Me Back» 3. «Nervous» 4. «Stitches» 5. «I Know What You Did Last Summer» / «Mutual» 6. «Bad Reputation» 7. «Don’t Be A Fool» 8. «Never Be Alone» Interludio 1. «Life Of The Party» 2. «I Wanna Dance With Somebody» (Whitney Houston Cover) / «A Little Too Much» / «Because I Had You» / «Patience» / «When You’re Ready» 3. «Like To Be You» 4. «Ruin» Interludio 1. «Treat You Better» 2. «Particular Taste» 3. «Where Were You in the Morning?» 4. «Fallin’ All in You» 5. «Youth» 6. «If I Can’t Have You» 7. «Why» 8. «Mercy» Encore 1. «Fix You» (Coldplay Cover) 2. «In My Blood» Notas - Desde el concierto en Portland, en el inicio de la gira norteamericana, el 12 de junio, "I Wanna Dance with Somebody", "Patience" y "If I Can’t Have You" se agregaron a la lista de canciones. Mendes interpretó "Bad Reputation" en versión acústica, por dificultades técnicas y cantó "Don’t Be A Fool" mientras se resolvían estas. - Desde el concierto en Saint Paul, el 21 de junio, "Señorita" se agregó a la lista de canciones como una melodía con la melodía anterior de "I Know What You Did Last Summer" y "Mutual". - En el concierto de Toronto, el 6 de septiembre, Shawn interpretó "Señorita" con Camila Cabello. |

| Asia, Oceanía y Latinoamérica (25/09/2019) |
| --- |
| Intro 1. «Lost in Japan» 2. «There's Nothing Holdin' Me Back» 3. «Nervous» 4. «Stitches» 5. «Señorita» / «I Know What You Did Last Summer» / «Mutual» 6. «Bad Reputation» 7. «Never Be Alone» Interludio 1. «I Wanna Dance With Somebody» (Whitney Houston Cover) / «A Little Too Much» / «Because I Had You» / «Patience» / «When You’re Ready» 2. «Life Of The Party» 3. «Like To Be You» 4. «Ruin» Interludio 1. «Treat You Better» 2. «Particular Taste» 3. «Where Were You in the Morning?» 4. «Fallin’ All in You» 5. «Youth» 6. «If I Can’t Have You» 7. «Why» 8. «Mercy» Encore 1. «Fix You» (Coldplay Cover) 2. «In My Blood» Notas - En el tercer conicerto de Melbourne, el 31 de octubre, Mendes no interpretó "Fallin’ All in You" y reemplazó "Mercy" con "Jessie´s Girl" |

## Fechas
| Fecha                    | Ciudad           | País           | Recinto                        | Teloneros         | Entradas vendidas / Disponibles  | Recaudación |
| ------------------------ | ---------------- | -------------- | ------------------------------ | ----------------- | -------------------------------- | ----------- |
| Europa - Etapa I         |                  |                |                                |                   |                                  |             |
| 7 de marzo de 2019       | Ámsterdam        | Países Bajos   | Ziggo Dome                     | Alessia Cara      | 24,089 / 24,089                  | $1,551,804  |
| 8 de marzo de 2019       | Ámsterdam        | Países Bajos   | Ziggo Dome                     | Alessia Cara      | 24,089 / 24,089                  | $1,551,804  |
| 10 de marzo de 2019      | Amberes          | Bélgica        | Sportpaleis                    | Alessia Cara      | 15,879 / 15,879                  | $1,017,923  |
| 11 de marzo de 2019      | Berlín           | Alemania       | Mercedes-Benz Arena            | Alessia Cara      | 11,892 / 11,892                  | $831,070    |
| 13 de marzo de 2019      | Oslo             | Noruega        | Oslo Spektrum                  | Alessia Cara      | 6,683 / 6,683                    | $510,895    |
| 15 de marzo de 2019      | Estocolmo        | Suecia         | Ericsson Globe                 | Alessia Cara      | 12,174 / 12,174                  | $712,062    |
| 16 de marzo de 2019      | Copenhague       | Dinamarca      | Royal Arena                    | Alessia Cara      | 13,297 / 13,297                  | $1,194,461  |
| 18 de marzo de 2019      | Colonia          | Alemania       | Lanxess Arena                  | Alessia Cara      | 14,431 / 14,431                  | $834,946    |
| 19 de marzo de 2019      | París            | Francia        | AccorHotels Arena              | Alessia Cara      | 12,733 / 12,733                  | $874,099    |
| 21 de marzo de 2019      | Múnich           | Alemania       | Olympiahalle                   | Alessia Cara      | 11,257 / 11,257                  | $790,944    |
| 23 de marzo de 2019      | Bolonia          | Italia         | Unipol Arena                   | Alessia Cara      | 8,993 / 8,993                    | $682,237    |
| 24 de marzo de 2019      | Turín            | Italia         | Pala Alpitour                  | Alessia Cara      | 10,000 / 10,000                  | $675,695    |
| 26 de marzo de 2019      | Barcelona        | España         | Palau Sant Jordi               | Alessia Cara      | 15,845 / 15,845                  | $914,678    |
| 28 de marzo de 2019      | Lisboa           | Portugal       | Altice Arena                   | Alessia Cara      | 12,766 / 12,766                  | $686,953    |
| 30 de marzo de 2019      | Montpellier      | Francia        | Sud de France Arena            | Alessia Cara      | 8,146 / 8,146                    | $521,643    |
| 31 de marzo de 2019      | Zúrich           | Suiza          | Hallenstadion                  | Alessia Cara      | 10,795 / 10,795                  | $925,527    |
| 2 de abril de 2019       | Cracovia         | Polonia        | Tauron Arena                   | Alessia Cara      | 13,895 / 13,895                  | $944,527    |
| 3 de abril de 2019       | Viena            | Austria        | Wiener Stadthalle              | Alessia Cara      | 10,445 / 10,445                  | $636,858    |
| 6 de abril de 2019       | Glasgow          | Reino Unido    | SEE Hydro                      | Alessia Cara      | 11,041 / 11,041                  | $734,163    |
| 7 de abril de 2019       | Mánchester       | Reino Unido    | Manchester Arena               | Alessia Cara      | 14,783 / 14,783                  | $966,680    |
| 9 de abril de 2019       | Birmingham       | Reino Unido    | Arena Birmingham               | Alessia Cara      | 12,614 / 12,614                  | $818,790    |
| 10 de abril de 2019      | Leeds            | Reino Unido    | First Direct Arena             | Alessia Cara      | 10,610 / 10,610                  | $697,433    |
| 13 de abril de 2019      | Dublín           | Irlanda        | 3Arena                         | Alessia Cara      | 16,877 / 16,877                  | $1,744,767  |
| 14 de abril de 2019      | Dublín           | Irlanda        | 3Arena                         | Alessia Cara      | 16,877 / 16,877                  | $1,744,767  |
| 16 de abril de 2019      | Londres          | Reino Unido    | The O2 Arena                   | Alessia Cara      | 49,386 / 49,386                  | $3,275,562  |
| 17 de abril de 2019      | Londres          | Reino Unido    | The O2 Arena                   | Alessia Cara      | 49,386 / 49,386                  | $3,275,562  |
| 19 de abril de 2019      | Londres          | Reino Unido    | The O2 Arena                   | Alessia Cara      | 49,386 / 49,386                  | $3,275,562  |
| Norteamérica - Etapa II  |                  |                |                                |                   |                                  |             |
| 12 de junio de 2019      | Portland         | Estados Unidos | Moda Center                    | Alessia Cara      | 12,527 / 12,527                  | $957,614    |
| 14 de junio de 2019      | Vancouver        | Canadá         | Rogers Arena                   | Alessia Cara      | 13,788 / 13,788                  | $1,025,320  |
| 16 de junio de 2019      | Edmonton         | Canadá         | Rogers Place                   | Alessia Cara      | 13,734 / 13,734                  | $1,033,430  |
| 17 de junio de 2019      | Saskatoon        | Canadá         | SaskTel Centre                 | Alessia Cara      | 11,878 / 11,878                  | $889,481    |
| 19 de junio de 2019      | Winnipeg         | Canadá         | Bell MTS Place                 | Alessia Cara      | 10,681 / 10,681                  | $976,945    |
| 21 de junio de 2019      | Saint Paul       | Estados Unidos | Xcel Energy Center             | Alessia Cara      | 13,891 / 13,891                  | $1,098,103  |
| 22 de junio de 2019      | Des Moines       | Estados Unidos | Wells Fargo Arena              | Alessia Cara      | 12,176 / 12,176                  | $677,199    |
| 24 de junio de 2019      | Grand Rapids     | Estados Unidos | Van Andel Arena                | Alessia Cara      | 10,328 / 10,328                  | $738,728    |
| 25 de junio de 2019      | Milwaukee        | Estados Unidos | Fiserv Forum                   | Alessia Cara      | 10,512 / 10,512                  | $667,818    |
| 27 de junio de 2019      | Chicago          | Estados Unidos | Allstate Arena                 | Alessia Cara      | 25,445 / 25,445                  | $1,804,336  |
| 28 de junio de 2019      | Chicago          | Estados Unidos | Allstate Arena                 | Alessia Cara      | 25,445 / 25,445                  | $1,804,336  |
| 30 de junio de 2019      | Saint Louis      | Estados Unidos | Enterprise Center              | Alessia Cara      | 12,868 / 12,868                  | $818,495    |
| 2 de julio de 2019       | Denver           | Estados Unidos | Pepsi Center                   | Alessia Cara      | 12,260 / 12,260                  | $817,707    |
| 5 de julio de 2019       | Los Ángeles      | Estados Unidos | Staples Center                 | Alessia Cara      | 26,517 / 26,517                  | $2,038,588  |
| 6 de julio de 2019       | Los Ángeles      | Estados Unidos | Staples Center                 | Alessia Cara      | 26,517 / 26,517                  | $2,038,588  |
| 8 de julio de 2019       | San Diego        | Estados Unidos | Pechanga Arena                 | Alessia Cara      | 10,469 / 10,469                  | $766,271    |
| 9 de julio de 2019       | Glendale         | Estados Unidos | Gila River Arena               | Alessia Cara      | 13,082 / 13,082                  | $980,179    |
| 11 de julio de 2019      | Sacramento       | Estados Unidos | Golden 1 Center                | Alessia Cara      | 12,369 / 12,369                  | $944,306    |
| 13 de julio de 2019      | Oakland          | Estados Unidos | Oracle Arena                   | Alessia Cara      | 25,953 / 25,953                  | $1,848,134  |
| 14 de julio de 2019      | Oakland          | Estados Unidos | Oracle Arena                   | Alessia Cara      | 25,953 / 25,953                  | $1,848,134  |
| 16 de julio de 2019      | Salt Lake City   | Estados Unidos | Vivint Smart Home Arena        | Alessia Cara      | 10,918 / 10,918                  | $817,950    |
| 19 de julio de 2019      | Kansas City      | Estados Unidos | Sprint Center                  | Alessia Cara      | 12,596 / 12,596                  | $861,972    |
| 20 de julio de 2019      | Tulsa            | Estados Unidos | BOK Center                     | Alessia Cara      | 11,767 / 11,767                  | $806,154    |
| 22 de julio de 2019      | Dallas           | Estados Unidos | American Airlines Center       | Alessia Cara      | 13,193 / 13,193                  | $982,510    |
| 23 de julio de 2019      | San Antonio      | Estados Unidos | AT&T Center                    | Alessia Cara      | 13,227 / 13,227                  | $957,049    |
| 25 de julio de 2019      | Houston          | Estados Unidos | Toyota Center                  | Alessia Cara      | 11,758 / 11,758                  | $869,326    |
| 27 de julio de 2019      | Tampa            | Estados Unidos | Amalie Arena                   | Alessia Cara      | 13,101 / 13,101                  | $939,458    |
| 28 de julio de 2019      | Miami            | Estados Unidos | AmericanAirlines Arena         | Alessia Cara      | 13,393 / 13,393                  | $1,009,350  |
| 30 de julio de 2019      | Orlando          | Estados Unidos | Amway Center                   | Alessia Cara      | 13,105 / 13,105                  | $971,112    |
| 31 de julio de 2019      | Atlanta          | Estados Unidos | State Farm Arena               | Alessia Cara      | 11,312 / 11,312                  | $838,898    |
| 2 de agosto de 2019      | Nashville        | Estados Unidos | Bridgestone Arena              | Alessia Cara      | 13,839 / 13,839                  | $1,026,276  |
| 3 de agosto de 2019      | Louisville       | Estados Unidos | KFC Yum! Center                | Alessia Cara      | 15,040 / 15,040                  | $954,396    |
| 5 de agosto de 2019      | Detroit          | Estados Unidos | Little Caesars Arena           | Alessia Cara      | 13,297 / 13,297                  | $1,006,441  |
| 6 de agosto de 2019      | Pittsburgh       | Estados Unidos | PPG Paints Arena               | Alessia Cara      | 13,241 / 13,241                  | $985,008    |
| 10 de agosto de 2019     | Newark           | Estados Unidos | Prudential Center              | Alessia Cara      | 24,786 / 24,786                  | $1,926,753  |
| 11 de agosto de 2019     | Newark           | Estados Unidos | Prudential Center              | Alessia Cara      | 24,786 / 24,786                  | $1,926,753  |
| 13 de agosto de 2019     | Washington D.C   | Estados Unidos | Capital One Arena              | Alessia Cara      | 14,114 / 14,114                  | $1,076,880  |
| 15 de agosto de 2019     | Boston           | Estados Unidos | TD Garden                      | Alessia Cara      | 24,948 / 24,948                  | $1,875,446  |
| 16 de agosto de 2019     | Boston           | Estados Unidos | TD Garden                      | Alessia Cara      | 24,948 / 24,948                  | $1,875,446  |
| 18 de agosto de 2019     | Ottawa           | Canadá         | Canadian Tire Centre           | Alessia Cara      | 12,852 / 12,852                  | $891,606    |
| 20 de agosto de 2019     | Montreal         | Canadá         | Bell Centre                    | Alessia Cara      | 27,896 / 27,896                  | $2,076,660  |
| 21 de agosto de 2019     | Montreal         | Canadá         | Bell Centre                    | Alessia Cara      | 27,896 / 27,896                  | $2,076,660  |
| 23 de agosto de 2019     | Brooklyn         | Estados Unidos | Barclays Center                | Alessia Cara      | 27,482 / 27,482                  | $2,037,257  |
| 24 de agosto de 2019     | Brooklyn         | Estados Unidos | Barclays Center                | Alessia Cara      | 27,482 / 27,482                  | $2,037,257  |
| 27 de agosto de 2019     | Columbus         | Estados Unidos | Nationwide Arena               | Alessia Cara      | 12,435 / 12,435                  | $824,887    |
| 28 de agosto de 2019     | Philadelphia     | Estados Unidos | Wells Fargo Arena              | Alessia Cara      | 14,266 / 14,266                  | $1,087,128  |
| 30 de agosto de 2019     | Uncasville       | Estados Unidos | Mohegan Sun Arena              | Alessia Cara      | 11,197 / 11,197                  | $1,055,302  |
| 31 de agosto de 2019     | Uncasville       | Estados Unidos | Mohegan Sun Arena              | Alessia Cara      | 11,197 / 11,197                  | $1,055,302  |
| 6 de septiembre de 2019  | Toronto          | Canadá         | Rogers Centre                  | Alessia Cara      | 50,722 / 50,722                  | $3,443,823  |
| Asia - Etapa III         |                  |                |                                |                   |                                  |             |
| 25 de septiembre de 2019 | Seúl             | Corea del Sur  | Arena de Gimnasia Olímpica     | N/A               | 9,910 / 9,910                    | $920,599    |
| 28 de septiembre de 2019 | Shanghái         | China          | Mercedes-Benz Arena            | N/A               | 10,371 / 10,371                  | $1,027,360  |
| 1 de octubre de 2019     | Bangkok          | Tailandia      | Impact Arena                   | N/A               | 9,033 / 9,033                    | $962,333    |
| 4 de octubre de 2019     | Singapur         | Singapur       | Singapore Indoor Stadium       | N/A               | 8,619 / 8,619                    | $991,598    |
| 5 de octubre de 2019     | Kuala Lumpur     | Malasia        | Axiata Arena                   | N/A               | 9,528 / 9,528                    | $837,343    |
| 8 de octubre de 2019     | Yakarta          | Indonesia      | Sentul Intl. Convention Center | N/A               | 9,932 / 9,932                    | $1,114,132  |
| 10 de octubre de 2019    | Manila           | Filipinas      | Mall of Asia Arena             | N/A               | 9,291 / 9,291                    | $884,741    |
| 13 de octubre de 2019    | Macao            | Macao          | Cotai Arena                    | N/A               | 9,638 / 9,638                    | $995,956    |
| 16 de octubre de 2019    | Tokio            | Japón          | Yokohama Arena                 | N/A               | 12,134 / 12,134                  | $1,423,318  |
| Oceanía - Etapa IV       |                  |                |                                |                   |                                  |             |
| 23 de octubre de 2019    | Perth            | Australia      | RAC Arena                      | Dan + Shay        | 12,477 / 12,477                  | $889,924    |
| 26 de octubre de 2019    | Adelaide         | Australia      | Entertainment Centre           | Dan + Shay        | 6,893 / 6,893                    | $499,967    |
| 29 de octubre de 2019    | Melbourne        | Australia      | Rod Laver Arena                | Dan + Shay        | 35,640 / 35,640                  | $2,652,548  |
| 30 de octubre de 2019    | Melbourne        | Australia      | Rod Laver Arena                | Dan + Shay        | 35,640 / 35,640                  | $2,652,548  |
| 31 de octubre de 2019    | Melbourne        | Australia      | Rod Laver Arena                | Dan + Shay        | 35,640 / 35,640                  | $2,652,548  |
| 2 de noviembre de 2019   | Sídney           | Australia      | Qudos Bank Arena               | Dan + Shay        | 26,918 / 26,918                  | $2,204,040  |
| 3 de noviembre de 2019   | Sídney           | Australia      | Qudos Bank Arena               | Dan + Shay        | 26,918 / 26,918                  | $2,204,040  |
| 6 de noviembre de 2019   | Brisbane         | Australia      | Entertainment Centre           | Ruel              | 8,201/8,201                      | $563,982    |
| 9 de noviembre de 2019   | Auckland         | Nueva Zelanda  | Spark Arena                    | Ruel              | 11,456/11,456                    | $856,211    |
| Latinoamérica - Etapa V  |                  |                |                                |                   |                                  |             |
| 29 de noviembre de 2019  | Sao Paulo        | Brasil         | Allianz Parque                 | Lagum             | 33,569 / 33,569                  | $2,287,970  |
| 3 de diciembre de 2019   | Río de Janeiro   | Brasil         | Jeunesse Arena                 | Lagum             | 9,942 / 9,942                    | $683,915    |
| 6 de diciembre de 2019   | Buenos Aires     | Argentina      | Movistar Arena                 | Chule Von Wernich | 19,475 / 19,475                  | $1,110,190  |
| 7 de diciembre de 2019   | Buenos Aires     | Argentina      | Movistar Arena                 | Chule Von Wernich | 19,475 / 19,475                  | $1,110,190  |
| 10 de diciembre de 2019  | Santiago         | Chile          | Movistar Arena                 | N/A               | 21,455 / 21,455                  | $1,435,220  |
| 11 de diciembre de 2019  | Santiago         | Chile          | Movistar Arena                 | N/A               | 21,455 / 21,455                  | $1,435,220  |
| 14 de diciembre de 2019  | Lima             | Perú           | Jockey Club del Perú           | Clara Yolks       | 15,769 / 15,769                  | $927,147    |
| 17 de diciembre de 2019  | Monterrey        | México         | Auditorio Banamex              | N/A               | 6,138 / 6,138                    | $671,072    |
| 19 de diciembre de 2019  | Ciudad de México | México         | Palacio de los Deportes        | N/A               | 42,860 / 43,489                  | $3,296,717  |
| 20 de diciembre de 2019  | Ciudad de México | México         | Palacio de los Deportes        | N/A               | 42,860 / 43,489                  | $3,296,717  |
| 21 de diciembre de 2019  | Ciudad de México | México         | Palacio de los Deportes        | N/A               | 42,860 / 43,489                  | $3,296,717  |
| Total                    | Total            | Total          | Total                          | Total             | 1,314,973 / 1,315,856 (99.9328%) | $96,697,569 |

### Fechas canceladas
| Fecha                   | Ciudad    | País   | Lugar          | Motivo                          |
| ----------------------- | --------- | ------ | -------------- | ------------------------------- |
| 30 de noviembre de 2019 | Sao Paulo | Brasil | Allianz Parque | Laringitis e infección sinusal. |